# Velika Pisanica
Velika Pisanica je općina u Hrvatskoj, u sastavu Bjelovarsko-bilogorske županije.

## Zemljopis
Općina Velika Pisanica nalazi se u sjevernom dijelu Bjelovarsko-bilogorske županije, na južnim obroncima Bilogore. Općinom je obuhvaćena kompaktna cjelina, koja slijedi prirodni tok od 8 naselja na površini od 83,67 km2.
Administrativno središte Općine je naselje Velika Pisanica dok su ostala naselja Polum, Čađavac, Nova Pisanica, Babinac, Ribnjačka, Bedenička i Bačkovica. Za samo mjesto Veliku Pisanicu zanimljivo je to da je duga čak 13 kilometara.

## Stanovništvo
Po popisu stanovništva iz 2001. godine, općina Velika Pisanica je imala 2151 stanovnika te 747 obiteljskih kućanstava.

Prema popisu stanovništva 2011. godine općina Velika Pisanica je imala 1781 stanovnika.
Prema popisu stanovništva iz 2001. godine, naselje Velika Pisanica imalo je 1181 stanovnika te 414 obiteljskih kućanstava.

Prema popisu stanovništva 2011. godine naselje je imalo 1065 stanovnika.
| broj stanovnika | 2168  | 2569  | 2328  | 4056  | 4587  | 4511  | 4424  | 5470  | 4437  | 4627  | 4355  | 3654  | 3159  | 2763  | 2151  | 1781  | 1313  |
|                 | 1857. | 1869. | 1880. | 1890. | 1900. | 1910. | 1921. | 1931. | 1948. | 1953. | 1961. | 1971. | 1981. | 1991. | 2001. | 2011. | 2021. |

| broj stanovnika | 1449  | 1696  | 1443  | 2051  | 2395  | 2524  | 2444  | 2266  | 2189  | 2202  | 2149  | 1863  | 1616  | 1469  | 1181  | 1065  | 830   |
|                 | 1857. | 1869. | 1880. | 1890. | 1900. | 1910. | 1921. | 1931. | 1948. | 1953. | 1961. | 1971. | 1981. | 1991. | 2001. | 2011. | 2021. |

### Naselje Velika Pisanica
- 2011. – 1065[6]
- 2001. – 1181
- 1991. – 1469 (Hrvati – 907, Srbi – 205, Jugoslaveni – 46, ostali – 311)
- 1981. – 1616 (Hrvati – 907, Srbi – 217, Jugoslaveni – 215, ostali – 277)
- 1971. – 1863 (Hrvati – 1028, Srbi – 359, Jugoslaveni – 39, ostali – 437)

U Velikoj Pisanici značajno je prisutna Mađarska nacionalna manjina.

## Uprava
Općinsko poglavarstvo Općine Velika Pisanica je izvršno tijelo jedinice lokalne samouprave koje obavlja izvršne poslove iz samoupravnog djelokruga općine te prenijete poslove državne uprave. 
Ima petero članova koje bira Općinsko vijeće, u pravilu, iz redova vijećnika, većinom glasova svih vijećnika na prijedlog Općinskog načelnika. 
Općinsko vijeće je predstavničko tijelo koje donosi akte u okviru djelokruga jedinice lokalne samouprave te obavlja druge poslove u skladu sa zakonom i statutom jedinice lokalne samouprave. 
Predstavnike općinskog vijeća biraju građani općine i ono obavlja poslove koji su mu zakonom ili drugim propisom stavljeni u djelokrug.

## Gospodarstvo
Sadašnji, ali i budući gospodarski razvoj Velika Pisanica temelji na razvoju obrtništva, malog i srednjeg poduzetništva, razvijenoj poljoprivrednoj proizvodnji posebice onoj ekološkoj. Strateški dokument koji definira gospodarski razvoj u narednih 5 do 7 godina je “Program gospodarskog razvitka Općine Velika Pisanica”. 
Program gospodarskog razvitka Općine Velika Pisanica predstavlja određenje lokalne samouprave da gospodarski razvoj ne prepusti planiranju na osnovu proračunske godine i razmišljanja ljudi koji kreiraju godišnji budžet Općine, već da u taj zahtjevan posao uključi uspješne poduzetnike i stručnjake koji promišljaju proaktivno i dugoročno, a spremni su svoja znanja, vještine i iskustvo uložiti u dobrobit zajednice u kojoj žive. Strateški dokument izrađen je u skladu s Regionalnim operativnim programom Bjelovarsko – bilogorske županije, strateškim dokumentima RH i metodologijom EU.
Iako je strateški dokument usvojen krajem 2006. godine, razvojni projekti koji su u njemu navedeni poput Poduzetničkog inkubatora ili Poslovne zone su već realizirani ili su u fazama realizacije.

## Poznate osobe
- Edo Murtić, hrvatski slikar, rođen u Velikoj Pisanici 4. svibnja 1921. Radovi Ede Murtića nalaze se u vodećim privatnim i javnim kolekcijama diljem svijeta. Dizajnirao je i postavio veliki broj kazališnih setova, murala i mozaika.

- Vojislav Đurić (1925. – 1996.), povjesničar umjetnosti, Doktor znanosti, jedan od najčuvenijih bizantologa, autor knjiga Dubrovačka slikarska škola i Bizantske freske u Jugoslaviji, rođen u Velikoj Pisanici u veljači 1925. godine.

- Željko Vidaković, hrvatski rukometaš

- Jovan Došenović (1781. – 1813.), srpski pjesnik i prevoditelj.

- Pavao Solarić, srpski pjesnik, prevoditelj, jezikoslovac

- Branko Kreštan, pjesnik

## Spomenici i znamenitosti
- Crkva Presvetog Srca Isusova u Velikoj Pisanici
- ŠRC Kukavica – športsko-rekreacijski centar
- Rodna kuća slikara Ede Murtića.

## Obrazovanje
Prvi zapisi o javnoj Pučkoj četverogodišnjoj školi u Velikoj Pisanici datiraju iz 1886. godine. 1904. godine osnovana je Mađarska škola i škola za Nijemce. Osmogodišnja škola s radom počinje 1953. 1971. godine izgrađena je današnja školska zgrada. Škola je sagrađena uz pomoć Frenka Kerna, iseljenika iz Amerike. Osim zgrade Frank Kern je osnovao i “Fond Frank Kern“ iz kojeg se i danas na kraju svake nastavne godine knjigama nagrađuju odlični učenici. U zahvalu na učinjenom podignuta mu je bista u školskom dvorištu.

## Šport
- NK Bilo Velika Pisanica
- ŽNK Bilo, Velika Pisanica

## Vanjske poveznice
- Općina Velika Pisanica